# Тиверіадське озеро
Тиверіа́дське о́зеро, Генісаре́тське озеро або озеро Кіне́рет (івр. ים כנרת, воно ж Бахр-Табарія, араб. بحيرة طبريا) — озеро на південному заході Сирії (провінція Ель-Кунейтра) та на північному сході Ізраїлю, 212 метрів нижче від рівня моря; 165 км², глибина до 48 м; протікає річка Йордан. Найбільш відома назва — Галілейське море.

## Загальний опис
Узбережжя озера є однією з найнижчих ділянок суші на Землі. Рівень води змінюється протягом року залежно від опадів і вжитку води. У Новому Заповіті фігурує як Галілейське озеро.
Розташовано в Сирійсько-Африканському розломі, в північній частині тектонічної впадини Гхор (Ель-Гор) значно нижче за околиці (різниця висот — близько 550 м). Як і Мертве море, Тиверіадське озеро — результат цього розлому. Має форму закругленого витягнутого ромба. З півночі в Тиверіадське озеро впадає декілька річок, що беруть початок на Голанських висотах. Річка Йордан витікає з південного краю озера.
Тиверіадське озеро є джерелом третини всієї прісної води, споживаної в Ізраїлі. Протяжність берегової лінії — від 55 до 60 км. (залежно від рівня води в озері). На західному узбережжі розташовано місто Тиверіада. Уздовж всього узбережжя розкинулися дикі і платні пляжі, всілякі місця відпочинку.
У місці виходу річки Йордан з Тиверіадського озера знаходиться Йорданіт — традиційне місце хрещення у водах священної річки.
Озеро судноплавне.
Резерват Бет-Сайда (місце зимівлі качок, гусей, рожевих фламінго).

## Історія

### Стародавні часи
Достаток прісної води і риби, рівний клімат і родючий ґрунт околиць озера сприяли господарській діяльності людини з найдавніших часів. В епоху ранньої бронзи тут проходив «морський шлях» з Єгипту в Месопотамію та існувала квітуча міська цивілізація.
Місто Кінерет згадується серед міст, підкорених Тутмосом III після Битви при Мегіддо (XV ст. до н. е.).
Хіннереф (Кінерет) описується в Біблії як укріплене (на момент підкорення Ханаану євреями) місто, яке належить завоювати коліну Нефталіма. Розкопки свідчать про розквіт міста в період Ізраїльського царства.
У 732 р. до н. е. околиці озера, як і вся Галілея, були завойовані ассирійським царем Тіглатпаласаром III. Західний берег Кінерета був приєднаний до ассирійської провінції Мегіддо, а східний — до провінції Карнау в області Васан.
При Селевкідах на східному березі Кінерета виникло місто Гіппос (Сусіта), яке увійшло в Десятимістя, і проіснувало до 739 р. н. е. На початку I ст. до н. е. район був завойований царем Юдеї Олександром Яннаєм, а на початку I ст. н. е. сини Ірода I, Ірод Антипа та Філіп, заснували Тіверіаду, названу на честь Тиберія, і Юліас (в українській традиції Віфсаїда Юлія, арамейською Бет-Юдейська).
Після зруйнування Єрусалима в 70 році н. е. і придушення повстання Бар-Кохби Галілея стає центром єврейства. У результаті Тверія перетворилася на єдине місто Римської імперії, більшість населення якого становили євреї. У Тіверіадський були побудовані 13 синагог. Тиверіадський синедріон стає для євреїв вищою інстанцією в релігійних справах; вища єврейська академія, перенесена сюди з Єрусалима, стає центром єврейської вченості. В цю епоху в Тверії була записана частина Єрусалимського Талмуду. А в самій Тверії і в окрузі жили єврейські мудреці того часу — таннаї та амораї.
Хрестоносці, які побудували сильні укріплення на західному березі Кіннерету, боролися за набуття контролю над його східним берегом і спорудили там фортецю Курси. У 1187 році поряд з озером сталася битва хрестоносців з військами єгипетського султана Салаха ад-Діна (Битва на Рогах Хаттіна), що завершилася поразкою хрестоносців.

## Господарське значення
У наш час озеро Кінерет має величезне народногосподарське значення. Воно перетворено в основне водосховище Ізраїлю, і є основним джерелом води для Загальноізраїльського водогону. Четверта частина всієї прісної води, яка споживається в Ізраїлі, береться звідси. У 1994 році був підписаний мирний договір з Йорданським королівством, згідно з яким Ізраїль зобов'язується поставляти 50 млн кубічних метрів води в рік. Велика частина цієї кількості забирається прямо з озера. За останні роки рівень води в озері знизився. Слідом за Кінеретом міліє і Мертве море, що живиться виключно водами Йордану. Тепер найнижча на планеті точка земної і водної поверхні знаходиться нижче позначки −422 м. Практично всіх ізраїльтян бентежить рівень Кінерету. Після чергового зимового дощу в новинах повідомляють, наскільки піднявся його рівень.
Озеро славиться чудовою рибою, вилов якої поставлений на промислову основу. В озері в наші дні щороку виловлюють близько 2000 тонн риби, велика частина з якої — відома риба святого Петра, вона ж тиляпія.

## Туризм
На західному узбережжі озера лежить місто Тиверіада, одне з чотирьох святих для євреїв міст (нарівні з Єрусалимом, Хевроном, і Цфатом).
Уздовж усього узбережжя Кінерету містяться «дикі» і платні (їх більшість) пляжі, всілякі місця відпочинку. На берегах озера б'ють гарячі джерела, багаті солями та сіркою. Багато з них використовуються з лікувальною метою.
Узбережжя озера пов'язане з багатьма епізодами з життя Ісуса Христа, і тому популярне серед християнських паломників. На північному березі Тиверіадського озера лежить Капернаум (Кфар-Нахум), у якому, як вважається, жив і проповідував Ісус Христос, а нині ведуться розкопки й височіють францисканська церква та монастир на горі Нагірної проповіді (Блаженства). У місці виходу річки Йордан з Тиверіадського озера знаходиться Ярденіт — за християнською традицією, саме в цьому місці був хрещений Ісус. Історична область Гіносар відома плодами, які славилися своїми розмірами й особливою солодкістю. На східному березі лежать руїни монастиря Курсі, місця євангельського чуда вигнання бісів у стадо свиней.
За півтора кілометра на південь від озера Кінерет, на березі річки Йордан, розташований перший єврейський кібуц у Палестині — Дганія (івр. דגניה — волошка). Кібуц заснований у 1909 році групою халуціанської молоді з України. Нині це квітуче господарство. Біля воріт кібуцу стоїть маленький сирійський танк, підбитий кібуцниками під час Війни за незалежність.
За 13 кілометрів від Дганії на березі Кінерету лежить кібуц Ейн Гев . До Шестиденної війни поруч з ним проходив кордон з Сирією. Цей кібуц славиться не тільки інтенсивним і продуктивним сільським господарством, а й музичними фестивалями, які проводяться в ньому щороку під час великоднього тижня. У них беруть участь найкращі ізраїльські музиканти й артисти з-за кордону. Концерти проходять у спеціально збудованому амфітеатрі просто неба.
Крім того, недалеко від Кінерету розташовано безліч археологічних пам'яток: стародавнє римське місто Бейт-Шеан, старовинності Тверії, Гамла на Голанських висотах, місця, де, за Новим Заповітом, Ісус творив свої чудеса, розташовані могили праотців і великих рабинів. На дні озера недалеко від теля Бет-Йерах археологи також виявили ряд монументів, які, як припускають, являли собою церемоніальні споруди для поховання.
У місці впадання Йордану в Тиверіадське озеро міститься парк розваг «Парк а-Ярден» (івр. פרק הירדן — «Парк Йордану», «Йорданський парк»), подарований урядом Франції Ізраїлю.

## Галерея

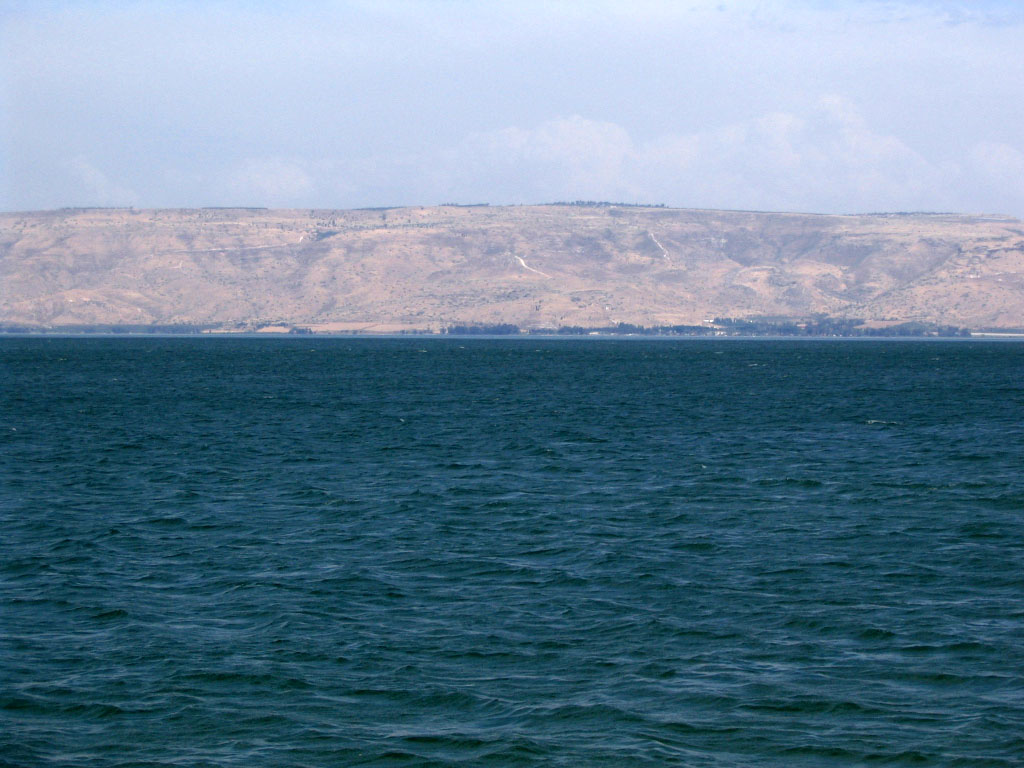
Озеро Кінерет
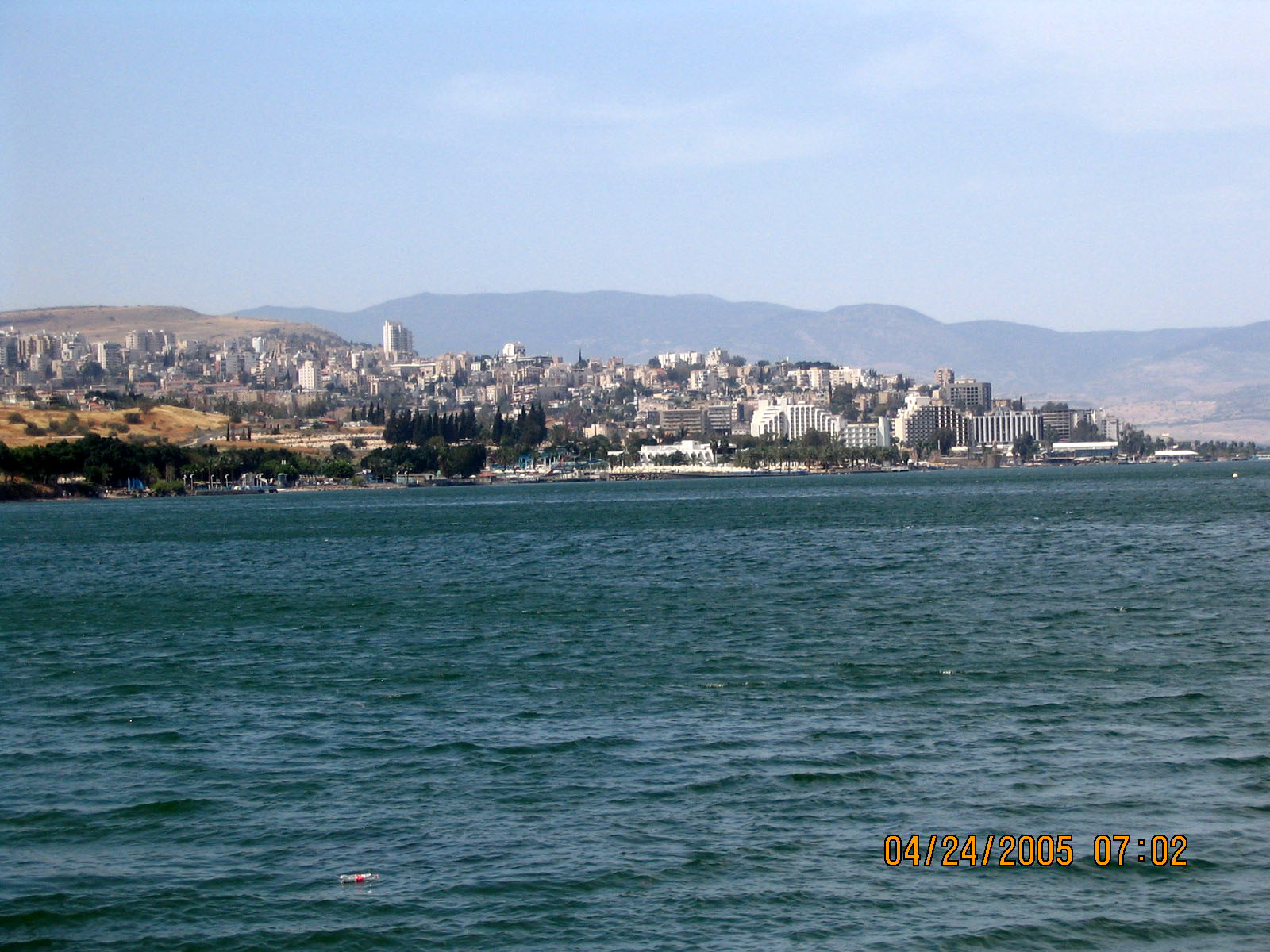
Озеро Кінерет і Тверія
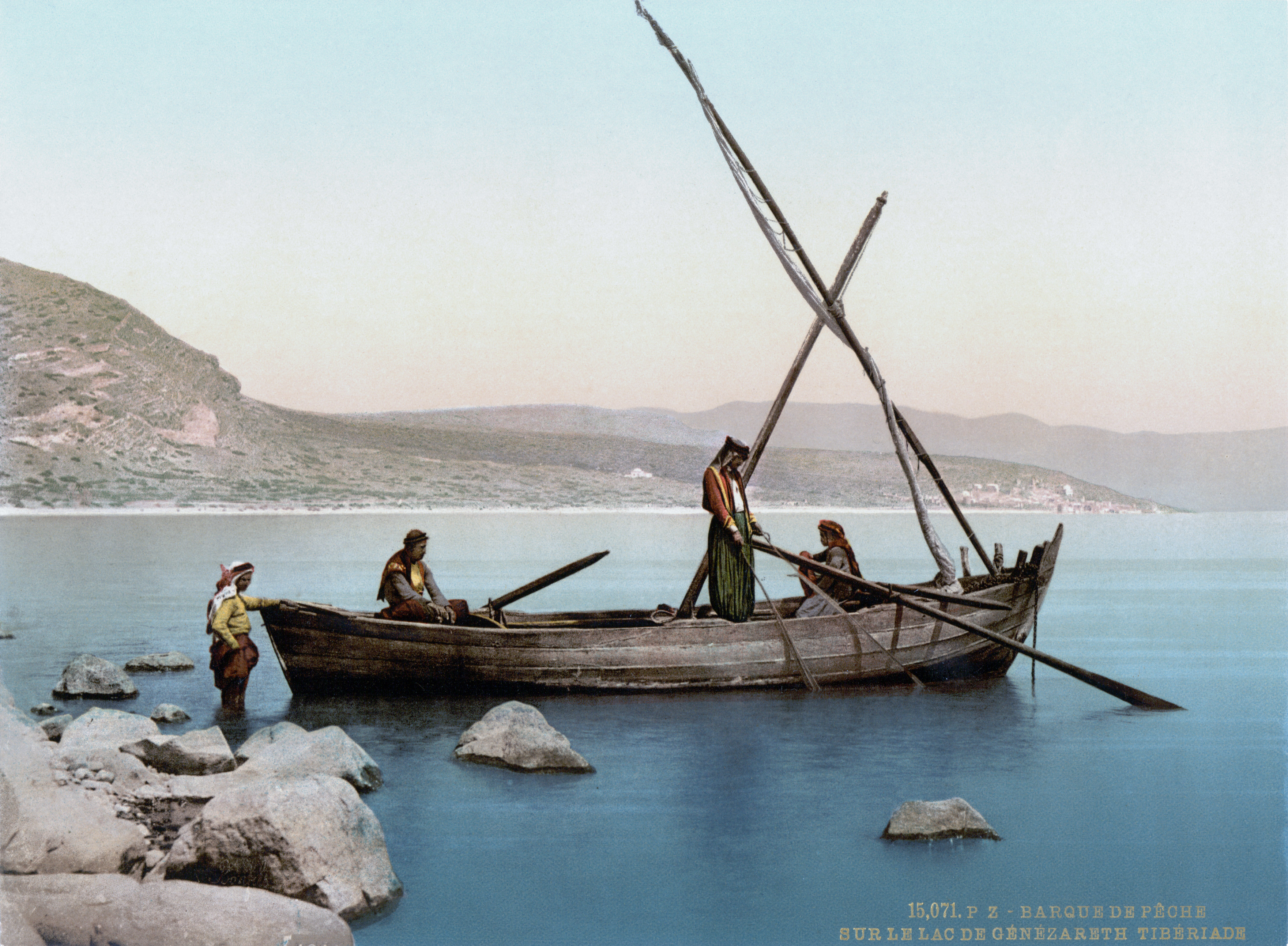
Рибалки на Галілейському морі (кольорова фотолітографія, бл. 1900)
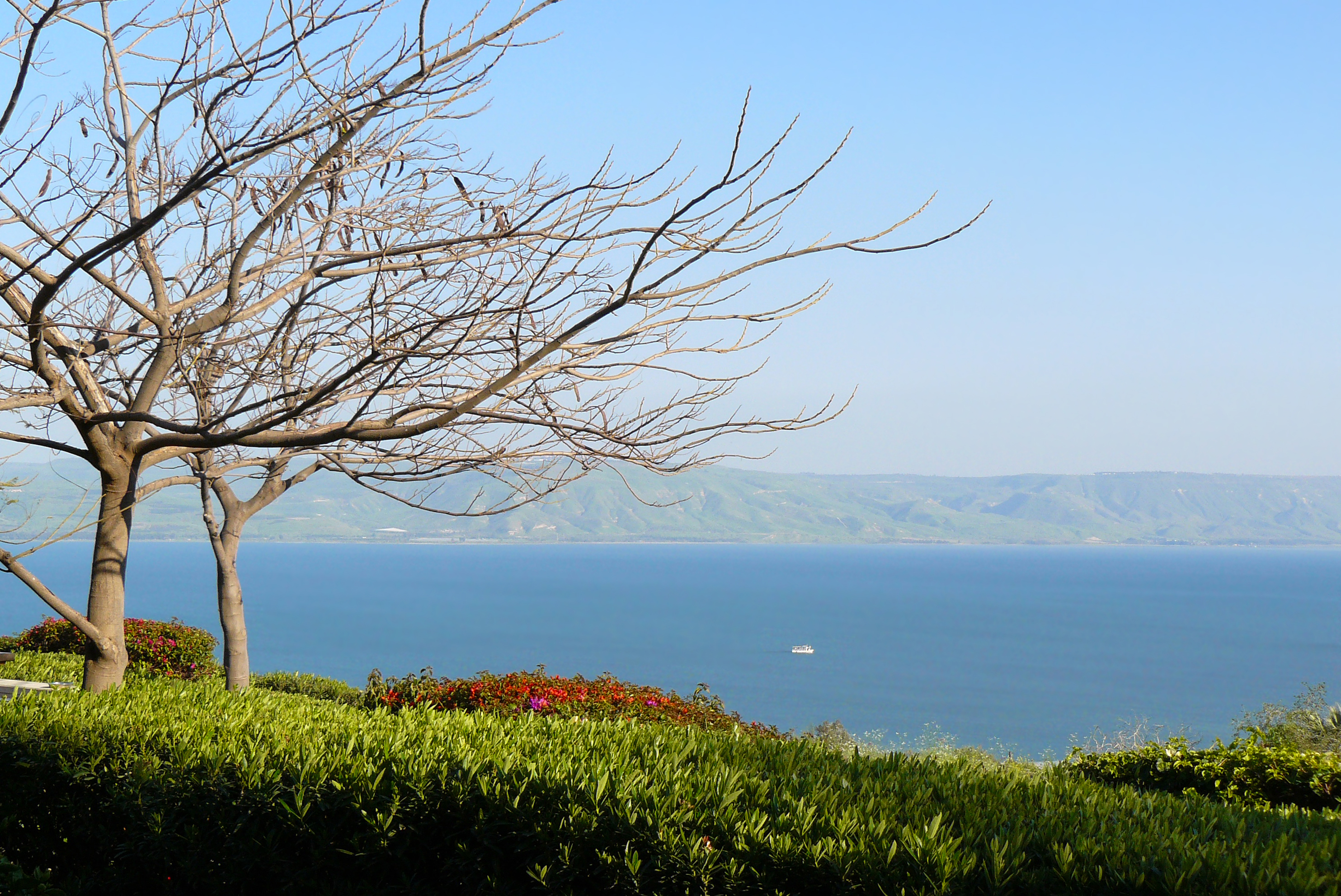
Краєвид озера Кінерет, Ізраїль
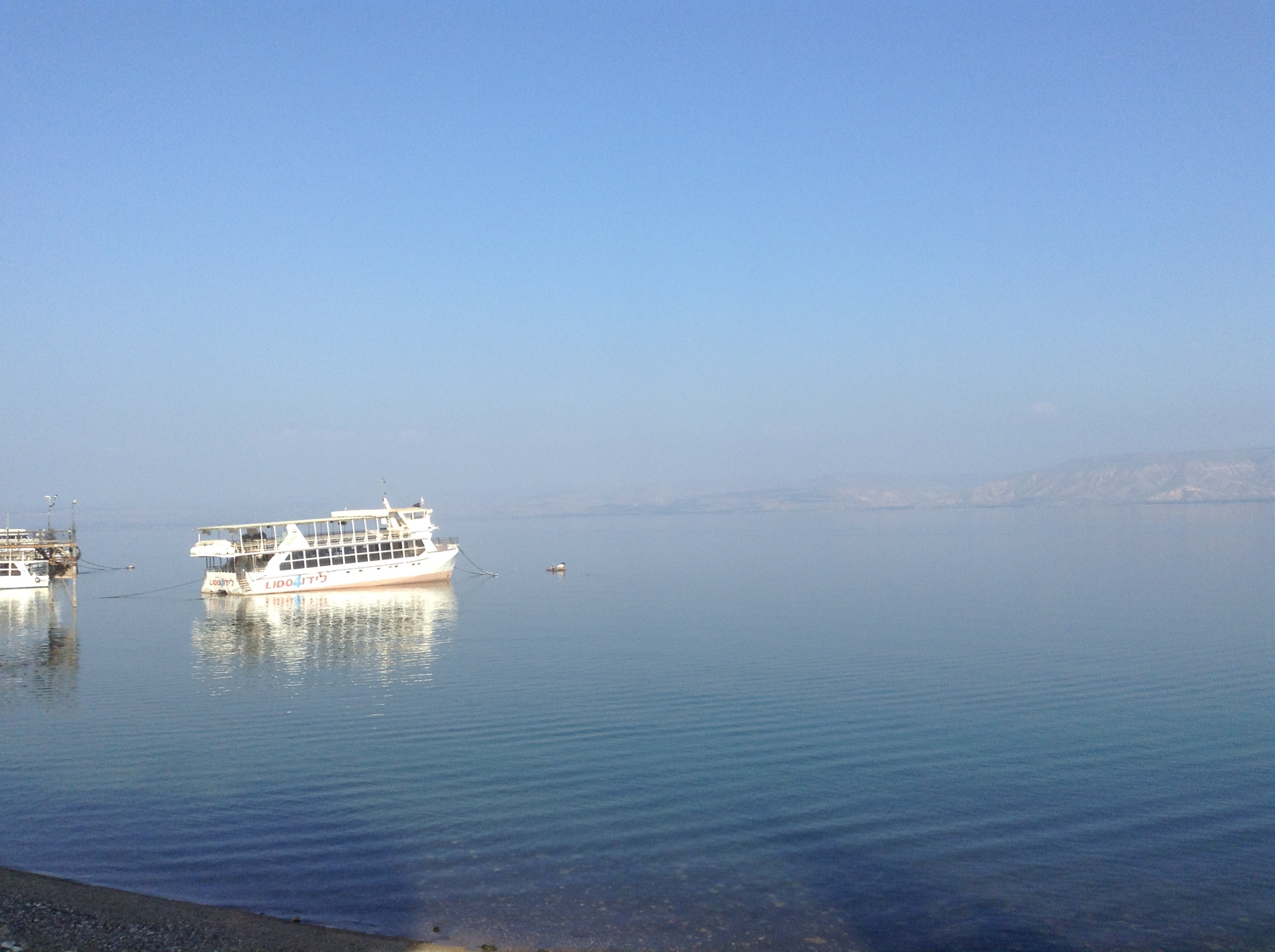
Озеро Кінерет з узбережжя Тверії
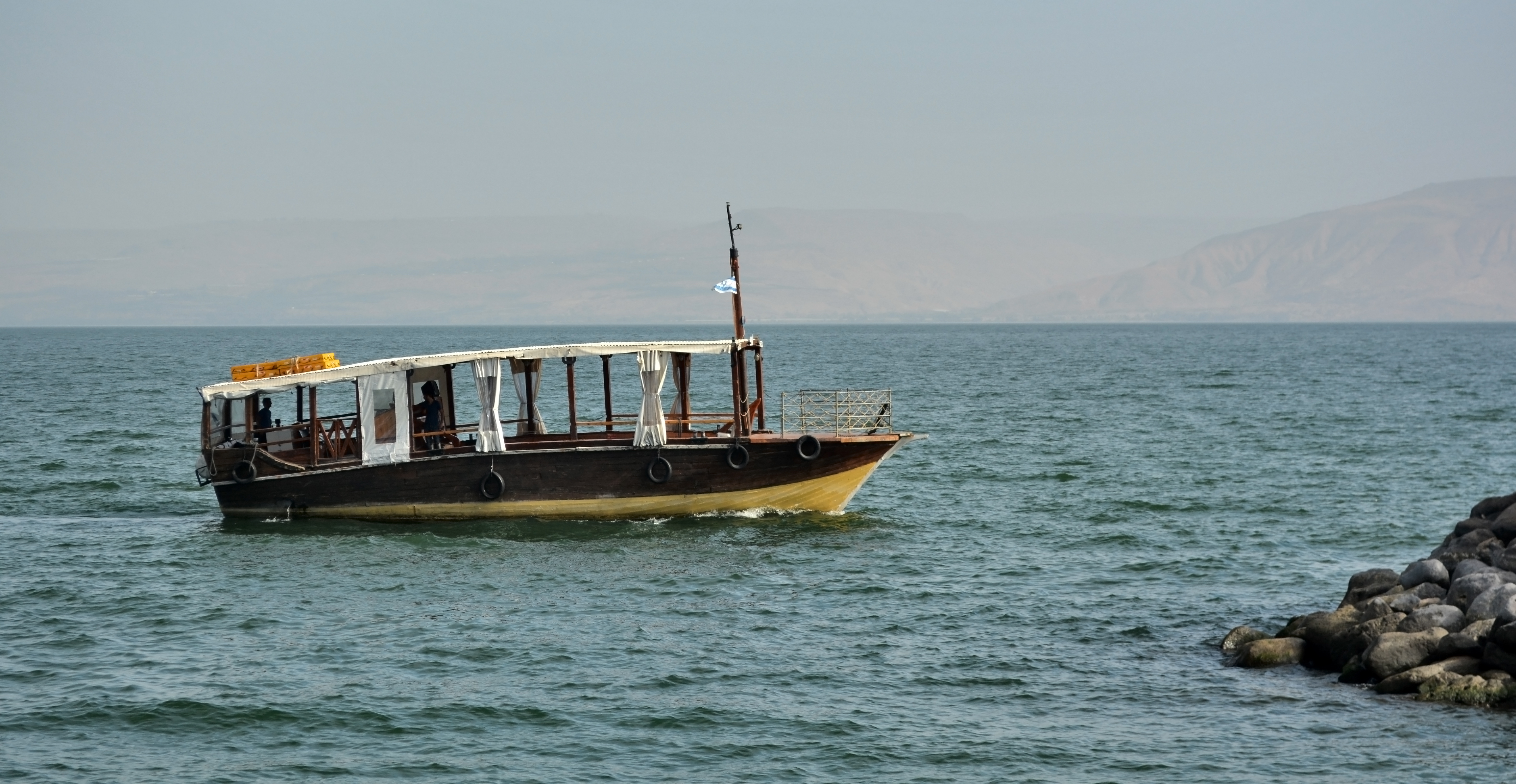
Дерев'яний баркас у Галілейському морі, біля Тверії